# Poecillastra eccentrica
Poecillastra eccentrica är en svampdjursart som beskrevs av Arthur Dendy och Burton 1926. Poecillastra eccentrica ingår i släktet Poecillastra och familjen Pachastrellidae.
Artens utbredningsområde är havet utanför Indien. Inga underarter finns listade i Catalogue of Life.